# Banhos de São Paulo
O Edifício dos Banhos de São Paulo, que actualmente é a sede da Ordem dos Arquitectos, foi um balneário público construído entre 1850 e 1858, segundo os planos de Pedro José Pézerat, localizando-se no bairro de São Paulo, na freguesia de Misericórdia, em Lisboa.
O Edifício dos Banhos de São Paulo encontra-se classificado como Imóvel de Interesse Público desde 1982.

## História
No ano de 1829 foi descoberta uma fonte de águas cloretadas e sulfurosas nas obras de consolidação dos edifícios do Arsenal, na ala Ocidental da Praça do Comércio. Dadas as suas propriedades curativas, a fonte começou a ser utilizada pelas classes mais desfavorecidas, tendo tido um barracão para abrigar os utilizadores do tempos e dos passantes. A ideia de um edifício mais digno e nobre foi germinando, e em 1850 a Santa Casa da Misericórdia de Lisboa decidiu iniciar a construção do edifício que se chamaria Banhos de São Paulo. A implementação novo edifício ocorreu cerca de 550 m para Oeste da fonte inicial. O arquitecto e engenheiro Pedro José Pézerat foi o escolhido para a criação dos Banhos que seriam equipados com os meios mais modernos da época.